# Tiracola
Tiracola is een geslacht van vlinders van de familie Uilen (Noctuidae), uit de onderfamilie Hadeninae.

## Soorten
- T. circularis Holloway, 1979
- T. grandirena Herrich-Schäffer, 1868
- T. lilacea Dognin, 1914
- T. magusina Draudt, 1950
- T. minima Prout, 1926
- T. nonconformens Dyar, 1918
- T. plagiata Walker, 1857
- T. rufimargo Warren, 1912
- T. tabwemasana Holloway, 1979
- T. versicolor Prout, 1922